# Vicentina
Vicentina är en kommun i Brasilien.   Den ligger i delstaten Mato Grosso do Sul, i den södra delen av landet, 1 000 km sydväst om huvudstaden Brasília. Antalet invånare är 5 901.
Trakten runt Vicentina består i huvudsak av gräsmarker. Runt Vicentina är det glesbefolkat, med 9 invånare per kvadratkilometer.